# Hydrathlon
Der Hydrathlon (von griech. hydro = Wasser) ist eine Multidisziplinsportart im Ausdauerbereich wie Quadrathlon, Triathlon und Kanutriathlon.

## Grundsätzliches
Der Hydrathlon besteht aus den drei Disziplinen:
- Schwimmen (S)
- Laufen (L)
- Kajaken (K)

Damit besteht der Hydrathlon aus zwei Wasserdisziplinen und einer Landdisziplin. Er ist somit – im Gegensatz also zum Triathlon (S-R-L) oder Kanutriathlon (L-R-K), die zweimal auf dem Land und nur einmal im Wasser absolviert werden – „wasserdominant“.
Der Hydrathlon ist eine artverwandte bzw. assoziierte Sportart zum Quadrathlon im Rahmen der Quadrathlon Allianz Deutschland (QUAD).
Entwickelt wurde der Hydrathlon von Joachim Neusser (Präsident der QUAD, des Bundesverbandes für den Quadrathlonsport). Meisterschaften werden im Hydrathlon derzeit noch nicht ausgetragen.

## Distanzen
Die Hydrathlon-Standarddistanzen sind:
| Distanzen | Schwimmen | (Lang-) Lauf | Kajak (Kanu) |
| Sprint    | 1 km      | 5 km         | 5 km         |
| Kurz      | 2,5 km    | 10 km        | 10 km        |
| Lang      | 5 km      | 20 km        | 21 km        |

Bootsart: Statt des Kajaks sind auch Kanadier als Bootsform zulässig (Kanadier werden mit Stechpaddel gefahren, Kajaks mit dem Doppelpaddel). Für den Hydrathlon gilt das Quadrathlonregelwerk im Übrigen auch analog.
Syn: Als Synonym zum Hydrathlon kann auch Aquathlon verwendet werden; diese Bezeichnung wurde allerdings auch schon für die Kombination von Schwimmen und Laufen verwendet.